# Налитовка
Налитовка — река в России, протекает по Инзенскому району Ульяновской области. Течёт через сосновые леса. Устье реки находится в 17 км по левому берегу реки Аргаш. Длина реки составляет 16 км, площадь водосборного бассейна — 54,3 км².

## Данные водного реестра
По данным государственного водного реестра России, относится к Верхневолжскому бассейновому округу, водохозяйственный участок реки — Сура от Сурского гидроузла и до устья реки Алатырь, речной подбассейн реки — Сура. Речной бассейн реки — Верхняя Волга до Куйбышевского водохранилища (без бассейна Оки).
Код объекта в государственном водном реестре — 08010500312110000036845.